# Runenstein Klemenskersten 7

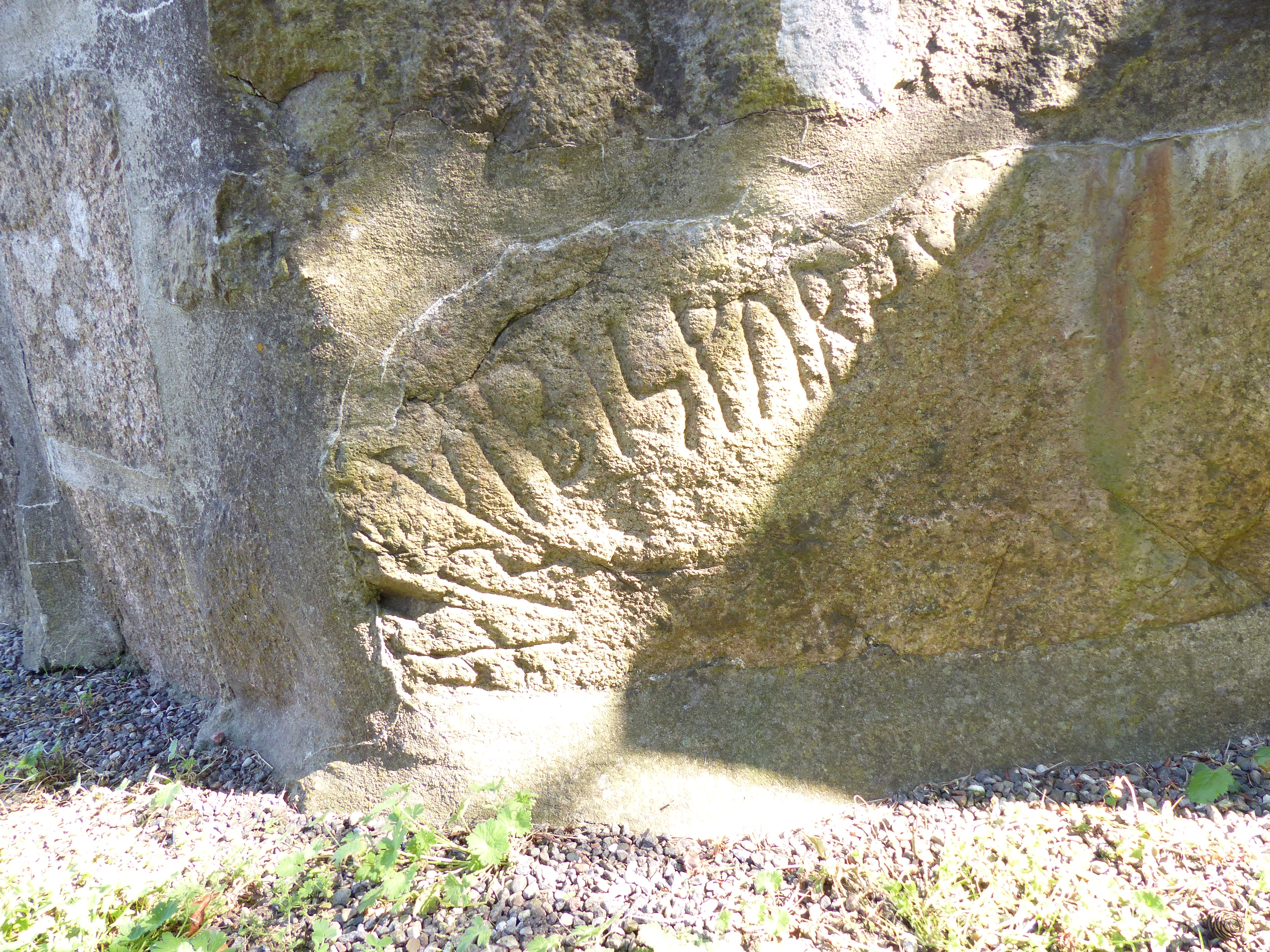
Runenstein "Der Erzbischof" (Klemensker Stein 7)

Der Runenstein Klemenskersten 7 (Nr. DR 405 -DK Bh 9-, auch Biskopssten genannt) ist in zwei Stücken erhalten, die zunächst für die Fragmente zweier Runensteine gehalten wurden. Ihre Diabasmarmorierung im Granit zeigt jedoch, dass sie zusammengehören. Er ist einer von etwa 40 Runensteinen oder -steinfragmenten auf Bornholm.
Das kleine Fragment wurde im Jahre 1879 in der Mauer eines Nebengebäudes im Priestergarten entdeckt, während das große in dem im Jahre 1881 abgerissenen Glockenturm gefunden wurde.
Das große Stück steht heute auf dem Friedhof von Klemensker auf der dänischen Insel Bornholm. Das kleine Stück ist in die Mauer eingefügt.
Von der Inschrift ist nur das Wort: „… Erzbischof …“ lesbar.
Auf dem Friedhof sind mehrere weitere Runensteine aufgestellt, darunter die Steine DR 399 (Lundhøjsten) und DR 403 (Klemenskersten 6).